# Kristijan Dobras
Kristijan Dobras (Varaždin, 9 ottobre 1992) è un calciatore austriaco, centrocampista del Blau-Weiß Linz.

## Palmarès

### Club

#### Competizioni nazionali
- Coppa del Liechtenstein: 2

Vaduz: 2021-2022, 2022-2023